# Luis Lovari
Luis Roberto Lovari (n. en  Dolores, Provincia de Buenos Aires, 20 de diciembre de 1955) es un político argentino. Se desempeñó como intendente del Partido de Dolores (1998-2003) y concejal del distrito por el Frente para la Victoria (2005 - 2009).
Comenzó su militancia dentro del Partido Justicialista desde su juventud, obteniendo luego el título de abogado.
Luego de acceder a un cargo como concejal, fue elegido por sus colegas como Presidente del Concejo Deliberante de Dolores durante el período que se inició el 10 de diciembre de 1997.
Con la renuncia del intendente Alfredo César Meckievi (su antecesor), accedió a la Primera Magistruta de la ciudad, quedando luego para las elecciones del 24 de octubre de 1999 como el candidato peronista; elecciones en las que triunfo por casi el 50% de los votos, derrotando al candidato de la Alianza, Rafael Peñoñori.
Finalizando su mandato, comienzan a acrecentarse las diferencias entre Luis Lovari y  Tati Meckievi que conllevó a una disputa interna, favoreciendo a este último.
Con la llegada a la presidencia de Néstor Kirchner, se convierte en una de las figuras más importantes del movimiento  kirchnerista en la ciudad.
En las elecciones para concejales del 23 de octubre de 2005, se presenta candidato para concejal del Frente para la Victoria, obteniendo el segundo puesto, por lo que alcanza este partido a ocupar dos bancas por la minoría.
Siempre por el mismo partido, se presenta a las elecciones para intendente del 28 de octubre de 2007, pero esta vez, obteniendo un relegado tercer puesto por atrás de los candidatos Camilo Etchevarren de la Coalición Cívica -que se alzó con el triunfo- y Federico Gallastegui, candidato del Partido Justicialista que responde a Alfredo César Meckievi.

## Elecciones a Intendente de Dolores 1999
Escrutadas el 100% de las mesas: 
| Candidato       | Partido                    | Votos | %     |
| --------------- | -------------------------- | ----- | ----- |
| Luis Lovari     | Concertación Justicialista | 7.797 | 49,88 |
| Rafael Peñoñori | Alianza                    | 7.328 | 46,88 |